# Салонга (національний парк)
Національний парк Салонга (фр. Parc national de la Salonga) в провінціях  Екваторіальній, Бандунду та Західне Касаї Демократичної Республіки Конго утворений 1970 року та з 1984 року включений до Світової спадщини ЮНЕСКО. Парк в центральній долині річки Конго є найбільшим резерватом тропічних дощових лісів Африки та досяжний лише пішки або ріками. 

## Розташування та клімат
Національний парк Салонга розташований на висоті від 350 до 700 м.н.м. та має загальну площу 36 500 км², розділену коридором шириною близько 40 км на північну та південну частину. Парк є найбільшим національним парком тропічних лісів у світі. Його межі визначені руслами річок. В середньому в парку випадає щорічно більше 2000 мм дощу.

## Ландшафт та рослинний світ
Північна частина парку покрита трав'янистими ділянками, які мають місцеву назву botoka-djoku (купальня слонів), але у загальній площі парку ці ділянки займають менше 0,5%. У південній частині парку розташовані екваторіальні дощові ліси, болотні та галерейні ліси. У вічнозеленому дощовому лісі основним деревом є Gilbertiodendron dewevrei. Частково листопадні ліси покривають майже всі ділянки між річками, а вздовж берегів самих річок ростуть піонерні або перехідні види.

## Тваринний світ
Національний парк Салонга є домом для багатьох зникаючих видів, таких як бонобо (не зустрічаються в північній частині), конголезький павич, слон лісовий, африканський вузькорилий крокодил та ендемічна мавпа дріас. Щільний лісовий покрив і недоступність території, робить інвентаризацію та захист, але також і браконьєрство, ускладненими.
Крім того тут живуть колобуси, серед них білобородий колобус та західноафриканський колобус, чотирилапий, тризагострений та велетенський панголіни, бегемоти, плямисті пантери, золоті кішки, кузіманзи ангольські, генети водні, кущові свині, жовтоспинні дуїкери, окапі, Tragulidae, бонго, бушбоки, ситатунги, а також лісові буйволи. Серед птахів відомі жителі — чапля єгипетська, лелека чорний (зимує) та лелека жовтодзьобий.

## Іяеліма
При створенні парку була прийнята американська модель і більшість місцевих мешканців були переселені, крім етнічної групи іяеліма, що належить до групи монго народності банту.. Бл. 2 500 людей проживає у восьми поселеннях у південній частині парку, але не дотримується його законів і вважаються ворожими до адміністрації парку та його охоронців. При цьому, хоча вони практикують підсічно-вогневе землеробство та полюють на диких тварин, їх вплив на навколишнє середовище мінімальний. Крім того, вони ніколи не вбивають бонобо і популяція цих тварин на території іяеліма вища ніж в інших частинах парку.

## Загрози
З 1984 по 1992 та з 1999 року до сьогодні парк включений до Переліку об'єктів Світової спадщини в небезпеці з причин загальних заворушень у регіоні та їх наслідків — браконьєрства у парку та дезертирства частини його охорони. Відомі проблеми включають в себе браконьєрство, вирубку лісів, збір меду, комерційну торгівлю м'ясом диких тварин і забруднення води отрутою, яка використовується в незаконній риболовлі.